# Attacus crameri
Attacus crameri es una polilla perteneciente a la familia Saturniidae. Se encuentra distribuida en Buru, Ceram y la isla de Ambon. El nombre específico, crameri, hace referencia a Pieter Cramer, comerciante de lana y entomólogo del siglo XVIII.
Es una polilla grande, con una envergadura que llega hasta los 230 milímetros (9,1 plg), de rojo oscuro. La línea submarginal negra es visible en todas las alas, tal como ocurre con Attacus inopinatus.. Se distingue por las ventanas triangulares que tocan con su punta la franja externa, y que son mucho más grandes que en A. inopinatus. En las patas traseras, las manchas rojas submarginales casi se confunden con el rojo contiguo de las alas.